# Білоус Олександр Анатолійович
Олекса́ндр Анато́лійович Білоу́с (нар. 5 серпня 1973, Нововоронцовка, Херсонська область, УРСР) — український військовослужбовець, бригадний генерал Національної гвардії України. Заступник командувача НГУ (з тилу — начальник логістики) з 24 листопада 2023 по 3 червня 2025 року.

## Життєпис
Олександр Білоус народився 1973 року в Нововоронцовці Херсонської області.
Закінчив Харківське вище військове училище Національної гвардії України, а в 2007 році в тому ж закладі вищої освіти отримав диплом оперативно-тактичного рівня, коли ЗВО вже мав назву Академія внутрішніх військ МВС (нині це Національна академія Національної гвардії України).
Проходив службу у 8-му окремому батальйоні 3-ї дивізії першої Національної гвардії, у різних підрозділах ВВ МВС України за напрямком логістичного забезпечення на посадах від начальника служби до заступника начальника територіального управління з тилу.
З 2010 по 2018 рік перебував у запасі Збройних сил України і працював у цивільній сфері.
У 2018 році почав службу в Головному управлінні Національної гвардії України. У вересні 2019 року був призначений начальником управління розквартирування і капітального будівництва Головного управління НГУ.
З 24 листопада 2023 по 3 червня 2025 року — заступник командувача Національної гвардії України (з тилу — начальник логістики).

## Розслідування
10 травні 2025 року детективи НАБУ провели в Білоуса обшуки в межах службового розслідування. На час розслідування МВС відсторонило його та кількох інших керівників Нацгвардії від їхніх обов'язків.

## Особисте життя
Одружений. Має двох синів, які проходять військову службу.

## Нагороди
- Орден Богдана Хмельницького III ступеня (24 січня 2023)[6]
- Орден Данила Галицького (24 березня 2009)[7]
- Вогнепальна зброя